# اوک پارک استیتس (کالیفرنیا)
اوک پارک استیتس (به انگلیسی: Oak Park Estates) یک منطقهٔ مسکونی در ایالات متحده آمریکا است که در شهرستان کالاوراس، کالیفرنیا واقع شده‌است. اوک پارک استیتس ۳۴۳ متر بالاتر از سطح دریا واقع شده‌است.